# Ondřej Palát
Ondřej Palát, född 28 mars 1991 i Frýdek-Místek, Tjeckoslovakien, är en tjeckisk professionell ishockeyspelare som spelar för New Jersey Devils i National Hockey League (NHL).
Han draftades i sjunde rundan i 2011 års draft av Tampa Bay Lightning som 208:e spelare totalt.

## Biografi
Palát är född och uppvuxen i Frýdek-Místek i Tjeckoslovakien. Han började sin hockeykarriär i hemlandet då han spelade för HC Frýdek-Místek i hemstaden och sedan för HC Vitkovice Steel. I Frýdek-Místeks U18-lag säsongen 2007/08 gjorde han 17 poäng på 3 matcher. Tre år efter att han blev professionell hockeyspelare valdes han av Tampa Bay Lightning som 208:e spelare totalt i NHL draften 2008. Detta innebar att han var den fjärde sista spelaren som valdes det året.
Palát kom sedan att vinna två Stanley Cup med Tampa och även Calder Cup med dåvarande farmalaget Norfolk Admirals innan han i juli 2022 skrev på för New Jersey Devils.